# The Pretender (televisieserie)
The Pretender is een Amerikaanse sciencefiction-dramaserie die oorspronkelijk van 19 september 1996 tot en met 13 mei 2000 werd uitgezonden door de Amerikaanse televisiezender NBC. In die tijd werd de serie genomineerd voor twee Emmy Awards (beste openingsmuziek en beste geluid), vijf Golden Satellite Awards (twee keer voor beste dramaserie, twee keer voor beste hoofdrolspeler - Michael T. Weiss en één keer voor beste hoofdrolspeelster - Andrea Parker) en voor één Saturn Award (beste televisieacteur - Weiss).

## Verhaal
Jarod (Michael T. Weiss) is een geniale man die als kind van zijn ouders werd ontnomen door een organisatie die zichzelf The Centre noemt. Zij waren erop uit zijn intelligentie te maximaliseren zodat hij allerlei simulaties kon oplossen. Dit zodat ze hem daarna zouden kunnen gebruiken voor hun eigen kwaadaardige plannen. Wanneer Jarod erachter komt waar de simulaties voor dienen, ontsnapt hij uit het hoofdkwartier van The Centre en probeert hij een leven op te bouwen in een buitenwereld die hij nooit gekend heeft. Hij is telkens verrast door de dingen die reguliere mensen doen en geniet van het leren over het bestaan van zaken als chocolademelk en wegwerpluiers.
Terwijl Jarod probeert een normaal bestaan buiten The Centre te leiden, gebruikt hij zijn geleerde Pretender-vaardigheden om mensen te helpen als ze in de problemen zitten. Hij is door zijn intellect in staat de identiteit aan te nemen van ieder soort persoon die op dat moment vereist is om een opdracht te laten slagen. Zijn brein stelt hem bovendien in de gelegenheid om te overleven in allerlei situaties. In de dagelijkse omgang kijken zijn medemensen hem niettemin vreemd aan omdat hij door zijn wereldvreemdheid een tamelijk kinderlijk overkomende persoonlijkheid heeft.
The Centre accepteert in de tussentijd niet dat hun Pretender ervandoor is en is tot alles bereid om hem terug te halen en opnieuw op te sluiten in hun complex. Een team bestaande uit Broots (Jon Gries), Sydney (Patrick Bauchau) en Miss Parker (Andrea Parker) is belast met deze taak. Hoewel zij verschillende keren in de buurt kwamen, lukte het ze nooit Jarod definitief te vangen.
Jarod zelf houdt enigszins contact met zijn voormalige leraar uit The Centre, Sydney. Die heeft hem opgevoed en voor hem gezorgd in zijn tijd in gevangenschap. Sydney helpt hem met allerlei zaken, zonder dat hij zich daar zelf helemaal van bewust is. Hij instrueert Jarod hoe hij het beste om kan gaan met verschillende situaties en gevoelens.

## Cast
| Acteur           | Personage   |
| ---------------- | ----------- |
| Michael T. Weiss | Jarod       |
| Andrea Parker    | Miss Parker |
| Patrick Bauchau  | Sydney      |
| Jon Gries        | Broots      |
| Richard Marcus   | Mr. Raines  |
| Ryan Merriman    | Young Jarod |
| James Denton     | Mr. Lyle    |